# Rashid Karame
Rashīd ʿAbd al-Ḥamīd Karāme (in arabo رشيد ﻋﺒﺪ ﺍﻟﺤﻤﻴﺪ كرامي‎?, Rashīd ʿAbd al-Ḥamīd Karāmī; Tripoli, 30 dicembre 1921 – 1º giugno 1987) è stato un politico libanese.
Figura assai importante della politica libanese per più di 30 anni, Rashīd Karāme fu otto volte Primo ministro del suo Paese, anche durante la guerra civile libanese scoppiata nel 1975 che ne provocò la violenta morte.

## Antefatti

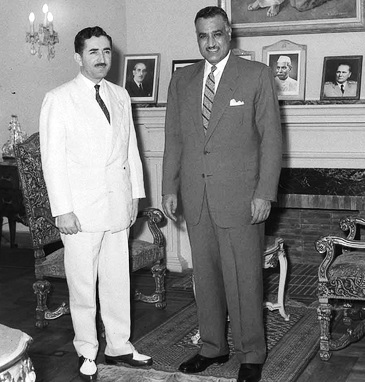
Rashīd Karāme in un incontro con Nasser al Cairo nel 1959

Nato all'interno di un'importante famiglia sunnita libanese, era il primogenito di ʿAbd al-Ḥamīd Karāme, uno degli artefici dell'indipendenza libanese dalla dominazione mandataria francese. Il padre fu anche Gran Muftī di Tripoli e servì anch'egli come primo ministro libanese nel 1945. Il fratello minore, ʿOmar Karāme, servì del pari in veste di primo ministro del Libano per tre volte, l'ultima delle quali dal 2004 al 2005.
Dopo essersi laureato nell'Università del Cairo (Giza) in Giurisprudenza negli anni quaranta, Karāme cominciò ad esercitare l'avvocatura a Tripoli. Fu eletto nell'Assemblea Nazionale nel 1951, ricoprendo così il seggio reso vacante dalla morte del padre. Nello stesso anno divenne ministro della Giustizia nel Gabinetto di Husayn al-'Owayni. Nel 1953 fu nominato ministro dell'Economia e degli Affari Sociali nel governo di in Abd Allah al-Yafi'.
Tra il 1955 e il 1987 Karāme ricoprì per otto volte la carica di Primo ministro, sotto vari Presidenti della Repubblica: vale a dire dal 1955 al 1956, dal 1958 al 1960, dal 1961 al 1964, dal 1965 al 1966, dal 1966 al 1968, dal 1969 al 1970, dal 1975 al 1976 e infine dal 1984 fino alla sua repentina morte. Servì varie volte anche in veste di ministro degli Affari Esteri.
Ebbe rapporti tempestosi con i Presidenti della Repubblica, che lo nominarono Primo ministro a causa delle sue forti relazioni politiche con la comunità sunnita da cui proveniva e con altre componenti del variegato panorama confessionale libanese, malgrado le sostanziali divergenze politiche.

## Politica
Karāme fu un sostenitore strenuo della necessità di concedere maggior peso politico alla comunità musulmana libanese, che in quei tempi era cresciuta a livello demografico, rendendo non più attuale il mai scritto Patto Nazionale del 1943, e che aveva nondimeno solo il 45 % dei seggi nell'Assemblea Nazionale. Nel 1976, Karāme operò per un accordo che provvedesse a riequilibrare, secondo giustizia, le rappresentanze parlamentari cristiane e musulmane nel Parlamento e negli incarichi di governo, ma non riuscì a realizzare una tale riforma che, con ogni probabilità, avrebbe evitato la futura guerra civile. L'unica concessione che ottenne fu la necessità che il Primo ministro controfirmasse i decreti presidenziali, dando in tal modo al capo del governo un effettivo potere di veto.
Karāme fece parte dello schieramento progressista musulmano libanese. Durante gli anni cinquanta ebbe simpatie per il panarabi espresso in Egitto dal presidente Gamal Abd el-Nasser.
Fu nominato per la prima volta Primo ministro dal presidente filo-statunitense e filo-britannico Camille Chamoun il 19 settembre del 1955. Negli anni seguenti ebbe però numerosi scontri col Presidente a causa del rifiuto di quest'ultimo di rompere le relazioni diplomatiche con le Potenze francese e britannica che avevano attaccato militarmente l'Egitto dopo la nazionalizzazione del Canale di Suez del 1956. Si oppose ancora a Chamoun nella Crisi libanese del 1958, quando il Capo di Stato invocò e ottenne lo sbarco nel settembre del 1958 dei Marines statunitensi, nel timore di un'affermazione della propaganda politica nasseriana nel Vicino Oriente arabo, culminata nell'attuazione nel maggio del 1958 della Repubblica Araba Unita (RAU) che aveva unificato l'Egitto alla vicina Siria, che frequentemente tendeva a ingerirsi nelle questioni interne libanesi.
Karāme formò un nuovo governo di unità nazionale su incarico del nuovo Presidente, Fu'ad Shehab.

### Conflittualità con Israele
Karāme servì quattro volte come Primo ministro nel corso degli anni sessanta. Durante questo periodo egli sostenne la causa palestinese e si pensa che abbia inutilmente sostenuto la necessità d'impegnare maggiormente il Libano contro Israele durante la guerra dei sei giorni del giugno 1967, una posizione ampiamente impopolare all'interno della costellazione cristiana libanese. L'intensificarsi degli scontri armati tra le forze armate libanesi e l'OLP lo obbligò alle dimissioni nell'aprile del 1970, ma presto tornò al potere dopo la firma di un accordo tra il suo Paese e l'OLP. 

Nell'agosto di quell'anno, Sulayman Farangiyye, avversario di Karāme, fu eletto Presidente del Libano. Karāme presentò le proprie dimissioni, come prassi, e fu sostituito da Sa'eb Salam.

## Guerra civile
La guerra civile libanese scoppiò nell'aprile del 1975. Varie fazioni furono coinvolte e la situazione politica e militare dimostrò di essere estremamente complessa ma, in estrema sintesi, il conflitto vide contrapporsi la destra libanese - in particolare le milizie maronite (le più potenti delle quali facevano riferimento al partito delle Katāʾeb - alle formazioni di sinistra, in particolare alle milizie musulmane e ai loro alleati palestinesi. Disperando di stabilizzare la situazione, Farāngiyye chiese le dimissioni del Primo ministro Rashīd al-Ṣulḥ e richiamò il 1º luglio 1975 il suo antico avversario Karāme perché formasse una nuova compagine ministeriale. Egli sperava di trarre qualche vantaggio dal suo sostegno alla causa palestinese e dall'appoggio nei confronti dell'intervento della Siria del giugno 1976 sotto la copertura della Forza Araba di Dissuasione, a dispetto delle sue relazioni politiche assai ramificate e dei suoi tanti anni di esperienza, non fu capace di metter fine alla guerra civile e, l'8 dicembre 1976, pertanto si dimise.

Eliyās Sarkīs, che era succeduto a Sulaymān Farāngiyye alla Presidenza della Repubblica nel mese di settembre, nominò quindi Selīm al-Ḥoṣṣ nuovo Primo ministro.
Karāme si riconciliò col suo antico avversario, Sulaymān Farāngiyye, alla fine degli anni settanta, dopo che l'ex-Presidente aveva rotto col leader della milizia falangista, Bashir Gemayel. Con lui e Walid Jumblatt, Karāme fondò il Fronte di Salvezza Nazionale, una coalizione filo-siriana di musulmani sunniti, drusi e alcuni cristiani, per lo più attiva nel settentrione libanese. Al Fronte di Salvezza Nazionale si contrapponeva il Fronte Libanese, una coalizione di destra composta dalla maggioranza dei partiti cristiani libanesi.
Nell'aprile 1984, dopo incontri svoltisi in Svizzera, Karāme divenne Primo ministro per l'ottava volta, nominato dal presidente Amin Gemayel, alla testa di un gabinetto di riconciliazione nazionale. Questo periodo fu caratterizzato dal rafforzamento dell'influenza siriana e dal parziale ritiro israeliano dopo l'invasione del Libano del 1982 da parte delle forze armate ebraiche, cui Karāme aveva tentato strenuamente di opporsi. Nel 1986 egli respinse il Patto Nazionale per la Soluzione della Crisi libanese, che era stato abbozzato con una minimale partecipazione dei musulmani sunniti. Ciò comportò relazioni tese con il Presidente Amin Gemayel. Visto che i problemi persistevano, Karāme presentò le proprie dimissioni il 4 maggio 1987, ma Gemayel, non vedendo alcuna via alternativa percorribile, rifiutò di accettarle.

### Assassinio
Nel giugno 1987, Karāme fu assassinato con una bomba piazzata nel suo elicottero Aérospatiale Puma in viaggio verso Beirut. Karāme fu l'unico a cadere ucciso nell'esplosione. Il ministro degli Interni, ʿAbd Allāh al-Rāsī, e almeno tre persone della diecina di suoi collaboratori e di membri dell'equipaggio che erano a bordo del velivolo furono feriti. A lui succedette Selim al-Hoss.
Nel 1999, Samīr Geagea e dieci altri componenti delle Forze Libanesi (una milizia cristiana di estrema destra, che si era staccata dalle Falangi Libanesi) furono imputati per l'omicidio di Karāme e il tribunale irrogò alcune sentenze capitali che furono però trasformate in pene detentive a vita per aver direttamente progettato e per aver partecipato all'assassinio di Karāme.
Poco dopo il ritiro della Siria dal Libano, Samīr Geagea e gli altri omicidi ottennero il perdono presidenziale e rilasciati nel quadro del più ampio processo di riconciliazione libanese.